# Клепер, Шай
Шай Кле́пер (вариант написания: Шай Кле́ппер) (ивр. שי קלפר‎; род. 8 января 1976, Кфар-Сава, Израиль) — генерал-майор Армии обороны Израиля, нынешний Командующий Командованием тыла Израиля.

## Биография
Клепер родился в Кфар-Сабе и вырос в Шаарей-Тиква. Учился в мидраше Ноам в Пардес-Хане и в ешиве Швей-Хеврон.
Он поступил на службу в Армию обороны Израиля в августе 1996 года, получил назначение в бригаду Голани и прошёл в разведроту Голани. Прошёл курсы подготовки молодого бойца, курсы пехотных снайперов и курсы офицеров пехоты, по окончании которых вернулся в разведроту и был назначен командиром взвода. Позднее он служил командиром учебной роты в разведке Голани, после чего был назначен командиром патрульной роты 12-го батальона и руководил ею в борьбе с палестинским терроризмом во время второй интифады, среди прочего в операции «Защитная стена». Позже он создал стрелковую роту в 12-м батальоне и стал её командиром. В октябре 2003 года он был назначен командиром диверсионно-инженерной роты в бригаде Голани и служил в этой должности до сентября 2004 года. В этот период рота под его командованием участвовала во многих операциях в Иудее, Самарии и в секторе Газа. За отличное в руководстве ротой, командир дивизии Гааш наградил Клепера Знаком отличия командира дивизии. За время пребывания на этой должности он также был привлечён к дисциплинарной ответственности после инцидента, в ходе которого силы под его командованием открыли боевой огонь по палестинским демонстрантам и левым, ранив двоих из них, у разделительного забора возле Эльканы. В выводах инспекционной комиссии указано, что силы под его командованием прибыли на мероприятие без средств для разгона демонстраций в соответствии с требованиями. В 2005 году он был назначен командующим разведроты Голани, каковую должность он и занимал до конца Второй Ливанской войны, во время которой он участвовал, среди прочего, в Сражении за Бинт-Джубайль. Позже он служил заместителем командира бригады Голани в период с 2006 по 2007 год. После учёбы он был назначен штабным офицером бригады Голани в период с 2009 по 2010 год.
В 2010 году получил звание подполковника и назначен командиром 51-го батальона, в этой должности прослужил до 25 июня 2012 года. В 2012 году был назначен командиром батальона «Хадас» на базе Бахад-1, и служил в этой должности до 2013 года. После этого он был назначен командиром батальона «Гефен» в период с 2013 по 2014 год. После операции «Шову Ахим» его запланированное вступление в должность командира бригады «Самария» было отложено. После отстранения своего преемника на посту командира батальона «Гефен» Долева Кейдара в ходе операции «Цук Эйтан» временно вернулся к командованию батальоном «Гефен». После операции дослужился до звания полковника и в 2014 году был назначен командиром бригады «Самария». Прослужил в этой должности до 1 июня 2016 года. После этого отправился учиться в Военный колледж армии США. В июле 2017 года он был назначен командиром Центра огневой подготовки в Вооружённых силах и занимал эту должность до мая 2018 года. 24 мая 2018 года назначен командиром бригады «Голани», эту должность он занимал до 2 августа 2020 года.
В августе 2020 года произведён в бригадные генералы и назначен командиром Базового учебного центра в Учебно-тренировочном командовании и занимал эту должность до 1 марта 2022 года. С 26 апреля 2022 по 8 января 2025 года командовал дивизией «Ха-Галиль».
15 июля 2025 года министр обороны Исраэль Кац утвердил рекомендацию Начальника Генштаба генерал-лейтенанта Эяля Замира, назначить Клепера в ближайшие месяцы Командующим Командованием тыла Израиля. 24 июля 2025 года Клеперу было присвоено звание генерал-майора (алуф), и он вступил на должность Командующего Командованием тыла, сменив на посту генерал-майора Рафи Мило.

## Личная жизнь
Шай Клепер живёт в Лешеме, женат на Эфрат и у него четверо детей. Он получил степень бакалавра в области изучения Палестины в Университете Бар-Илан и степень магистра в области стратегии и безопасности в Военном колледже армии США.